# Lật mặt (phim)
Lật mặt (tiếng Anh: Face Off) là một bộ phim điện ảnh hài hành động của Việt Nam năm 2015 do Lý Hải sản xuất và đạo diễn, đồng thời cũng là phần đầu tiên trong loạt phim Lật mặt. Với sự tham gia diễn xuất của hai diễn viên chính Lý Hải và Trường Giang, phim tập trung khắc họa ước mơ đổi đời của một con người nghèo khổ, dẫn dắt qua những tình tiết khác nhau để truyền tải thông điệp về ý chí vượt qua khó khăn trong cuộc sống. Phim còn có sự góp mặt của Lâm Minh Thắng, Kim Xuân, Việt Anh, Phi Phụng, Võ Thành Tâm, Tiết Cương, Hoàng Sơn, Long Đẹp Trai, Mỹ Hòa và Cát Phượng.
Lật mặt ra rạp vào ngày 15 tháng 5 năm 2015 và thu về 70 tỷ đồng tại phòng vé so với kinh phí sản xuất 10 tỷ đồng, trở thành một trong mười phim điện ảnh ăn khách nhất Việt Nam thời điểm đó. Các trang báo và giới chuyên môn chủ yếu đánh giá chất lượng phim ở mức trung bình. Phần hai của loạt phim, Lật mặt 2: Phim trường, được phát hành vào ngày 29 tháng 4 năm 2016.

## Nội dung
Lật mặt xoay quanh cuộc sống của Khải, một người sống trong cảnh nghèo khổ nên luôn mong muốn đổi đời. Anh cùng người bạn thân là Thắng tham gia nhóm người đào kim cương trong rừng sâu. Hai người may mắn đào được ba viên kim cương thô. Họ phải chia lại một nửa cho Dũng, tên cầm đầu nhóm giang hồ bảo kê khu vực. Lòng tham vô đáy khiến Dũng trở nên độc ác khi muốn giết hại đôi bạn để có được toàn bộ số kim cương quý giá. Khải may mắn thoát chết nhưng bất lực chứng kiến cảnh bạn mình bị giết hại. Khải sau đó bị công an và nhóm côn đồ của Dũng truy đuổi, anh đi lang thang trong rừng và gặp được bà Loan - một nhà ngoại cảm. Anh xin làm việc tại vườn rau củ của hai vợ chồng già, nhưng TV đưa tin anh đang bị truy nã khiến anh phải tiếp tục bỏ chạy. Khải xin thức ăn của một người phụ nữ, chồng của cô ta về nhà thấy nên nổi cơn ghen tuông khiến anh lại rời đi. Khải quyết định lên Sài Gòn để bán kim cương, anh thuê một anh chàng xe ôm tên Toàn chở mình đi. Lên đến Sài Gòn, Khải đến nhà một người quen, ngờ đâu lại bị công an truy đuổi. Toàn không hiểu chuyện gì đang xảy ra nhưng anh cũng giúp Khải chạy thoát thành công. Khải bán một viên kim cương nhỏ và có được số tiền lớn, anh hào phóng tặng 50 triệu đồng cho Toàn như là lời cảm ơn anh ta. Toàn gọi điện cho người yêu thì đau lòng khi biết được cô ta đã bỏ anh để đi theo một người giàu có. Nhóm của Dũng cũng lên Sài Gòn truy tìm Khải. Một tên đàn em của Dũng được giao nhiệm vụ theo dõi Huế - vợ của Khải, và cô cũng đang là đối tượng bị công an theo dõi. Tên côn đồ cố gắng cưỡng hiếp Huế, may mắn là một người công an đã cứu cô. Khải bảo Huế lên Sài Gòn với anh, anh dặn cô coi chừng công an đi theo cô.
Khải muốn tách ra nhưng Toàn nằng nặc đòi theo anh khiến anh cảm thấy rắc rối. Khải nói rằng mình bị đau bụng, Toàn liền đưa anh vào bệnh viện, hai người chạm trán Đức - một chiến sĩ công an. Hai người vào nhà xác để né tránh công an, họ phải chịu đựng cái lạnh kinh khủng. Sau đó Khải và Toàn đến nhà bà Loan, bất ngờ Đức xuất hiện và bắt giữ Khải. Trong lúc Đức đưa Khải về đồn, nhóm của Dũng đã phục kích họ. Khải đã giúp đỡ Đức đánh bại bọn côn đồ chứ không bỏ chạy, nhờ vậy anh có được lòng tin của Đức. Huế đang đi tìm Khải thì bị nhóm của Dũng bắt. Dũng yêu cầu Khải giao nộp số kim cương cho hắn, đổi lại hắn sẽ thả Huế ra.
Khải và Dũng hẹn gặp nhau tại một thác nước trong rừng để trao đổi. Huế bị treo lên cao và Dũng đe dọa sẽ thả cô rơi xuống vực sâu. Khi Khải giao nộp số kim cương, bà Loan xuất hiện, tiết lộ rằng bà ta chính là đàn chị của Dũng và cũng là kẻ chủ mưu trong vụ giết Thắng. Đã có được số kim cương, bà Loan ra lệnh cho nhóm của Dũng thủ tiêu hai vợ chồng Khải. Khải vừa chiến đấu với bọn côn đồ vừa giữ cọng dây để Huế không bị rơi xuống vực sâu. Toàn muốn cứu Huế nhưng chính anh cũng gặp tình huống nguy hiểm giống cô. Đức đến cứu mạng Khải kịp thời, anh hạ gục nhóm của Dũng. Sau đó lực lượng công an ập đến bắt giữ bà Loan và bọn côn đồ. Khải được chứng nhận vô tội, anh và Toàn cũng trở thành đôi bạn thân. Một thời gian sau, vợ chồng Khải quay về với cuộc sống hạnh phúc của họ, họ sinh được hai đứa con và Huế mang bầu đứa tiếp theo. Phim kết thúc với cảnh Khải và Toàn đưa Huế vào bệnh viện sinh con.

## Diễn viên
- Lý Hải vai Khải
- Trường Giang vai Toàn
- Võ Thành Tâm vai Đức
- Lâm Minh Thắng vai Dũng
- Mỹ Hòa vai Huế
- Long Đẹp Trai vai Long
- Hứa Minh Đạt vai Quoán
- Quách Ngọc Tuyên vai Đệ tử
- Kim Xuân vai bà Loan
- Trọng Hải vai cảnh sát Tâm
- Tiết Cương vai Thắng
- Nam Thư vai vợ Thắng
- Phi Phụng vai bà Phương
- Việt Anh vai ông Phương

## Sản xuất
Lật mặt là bộ phim điện ảnh thứ hai mà Lý Hải đóng vai trò đạo diễn và nhà sản xuất sau phim Bí mật lại bị mất (đồng đạo diễn với Nhật Cường). Phim được đầu tư với kinh phí 10 tỷ đồng, lấy bối cảnh tại Buôn Ma Thuột, Lâm Đồng và Thành phố Hồ Chí Minh, được quay trong vòng 39 ngày đến khi kết thúc vào tháng 2 năm 2015, sau đó bước vào giai đoạn xử lý hậu kỳ. Kịch bản phim được viết trong vòng ba tháng, ban đầu đi theo thể loại thuần hành động, nhưng sau đó Minh Hà, vợ Lý Hải, góp ý bổ sung thêm yếu tố hài hước để thu hút thêm khán giả. Lý Hải đặt mục tiêu thực hiện được một tác phẩm chỉn chu, tránh kiểu phim hài nhảm.
Đây là bộ phim điện ảnh đầu tiên do Trường Giang đóng vai chính. Anh cho biết gặp áp lực lớn do phải nghiên cứu kỹ, "không chỉ nghiên cứu nhân vật của mình mà còn phải tìm hiểu những nhân vật xung quanh nữa". Vai diễn Toàn trong phim được Lý Hải viết riêng cho Trường Giang. Đối với vai Khải, Lý Hải giải thích rằng đoàn làm phim đã từng tổ chức tuyển chọn diễn viên nhưng không thể tìm được người phù hợp. Theo Lý Hải, dạng nhân vật này phải "có kỹ năng sống dày dặn, có thể trực tiếp sử dụng nhiều phương tiện vận chuyển, giao thông và tham gia các pha đánh nhau, hành động", và anh tự tin rằng có thể tự đảm nhiệm được vai này.
Để phục vụ cho các cảnh hành động trong phim, đoàn làm phim đã "sử dụng tất cả những thiết bị tối tân nhất trong lĩnh vực làm phim của Việt Nam". Đạo diễn Lý Hải chia sẻ thêm rằng anh cố gắng đẩy mức độ kịch tính của các cảnh này lên cao nhất, "để khiến khán giả hòa chung cảm xúc với các nhân vật, để họ thấu hiểu hết nỗi đau của con người, về sự tàn độc của lòng tham".

## Phát hành và đón nhận
Lật mặt có buổi ra mắt vào tối ngày 14 tháng 5 năm 2015 tại Thành phố Hồ Chí Minh, và chính thức khởi chiếu tại các rạp từ ngày 15 tháng 5.

### Phòng vé
Trong ba ngày công chiếu đầu tiên, Lật mặt thu về 10 tỷ đồng, lập kỷ lục doanh thu cuối tuần mở màn cao nhất đối với một bộ phim có Trường Giang đóng chính trước khi bị 49 ngày của Nhất Trung phá vỡ. Sau hơn một tuần công chiếu, doanh thu của phim đạt 20 tỷ đồng. Kết thúc thời gian công chiếu, tổng số tiền bán vé của phim là 70 tỷ đồng. Lật mặt lọt vào danh sách mười phim điện ảnh có doanh thu cao nhất tại Việt Nam thời điểm bấy giờ, và được VnExpress chọn là một trong mười phim điện ảnh Việt nổi bật năm 2015.

### Đánh giá chuyên môn
Báo Thanh Niên đánh giá Lật mặt "chưa thực sự đem lại cảm giác thỏa mãn cho khán giả". Theo tác giả bài báo, phim có cách tiếp cận khán giả thông minh, có góc quay và cảnh quay đẹp, là bước tiến lớn về mặt nội dung so với Bí mật lại bị mất, mặc dù kết phim bị cho là "khó hiểu" và "gượng ép", và diễn xuất của Lý Hải "chưa thoát ra được cách diễn trong các MV ca nhạc của mình". Ngoài nhận định như trên, Châu Mỹ từ VnExpress còn cho rằng phim có bố cục khá chặt chẽ, có hiệu ứng thị giác được đầu tư, kết hợp cả mảng hài hành động với thông điệp ý nghĩa nhân văn, nhưng kịch bản vẫn đi theo mô típ cũ. Cát Khuê và Hoàng Lê của Tuổi Trẻ viết rằng Lật mặt "khá yếu về câu chuyện, các chi tiết rối rắm và dễ dãi".
Việt Phương trên Zing ghi nhận rằng giới chuyên môn không đánh giá cao chất lượng của Lật mặt; một số nhà phê bình còn gọi đây là phim "thảm họa". Ngược lại, Văn Bảy của báo Thể thao & Văn hóa có cái nhìn tích cực hơn cả khi khẳng định "Lật mặt là quả ngọt đầu mùa của con đường điện ảnh mà Lý Hải đang muốn bước tiếp".
Các trang tin đều đồng tình rằng Trường Giang có diễn xuất tốt với phong cách hài quen thuộc, mang lại không khí hài hước cho bộ phim. Cuối năm 2018, khi trả lời phỏng vấn trên Zing, nhà phê bình Lê Hồng Lâm nhận định vai Toàn trong Lật mặt là vai diễn điện ảnh tốt nhất của Trường Giang, đồng thời mô tả anh là "một anh lái xe ôm nói giọng Quảng rất duyên".

### Giải thưởng
Lật mặt được vinh danh ở hạng mục Phim điện ảnh được yêu thích nhất trên mạng tại Việt Nam tại lễ trao giải WebTV Asia Awards 2016 diễn ra tại Hàn Quốc.

## Phần tiếp theo
Ngay sau thành công của Lật mặt, Lý Hải nhanh chóng viết kịch bản và đầu tư cho bộ phim điện ảnh tiếp theo. Phần phim thứ hai, Lật mặt 2: Phim trường, ra mắt báo chí vào cuối tháng 10 năm 2015 và khởi chiếu vào ngày 29 tháng 4 năm 2016.